# Cotula cotuloides
Cotula cotuloides là một loài thực vật có hoa trong họ Cúc. Loài này được (Steetz) Druce mô tả khoa học đầu tiên năm 1917.